# 50 Greatest Euroleague Contributors
50 Greatest Euroleague Contributors – umowny skład 50. największych osobistości Euroligi, które wywarły zasadniczy wpływ na jej rozwój. Został wybrany 3 lutego 2008 roku w Madrycie. Miało to miejsce przy okazji obchodów 50-lecia powstania rozgrywek Pucharu Europy Mistrzów Krajowych FIBA (FIBA European Champions Cup – 1957-1991), którego nazwa z biegiem lat została przemianowana na Euroligę.
Lista zawiera 35 zawodników, 10 trenerów oraz 5 sędziów, którzy mieli największy wpływ na rozwój Euroligi. Znajdują się na niej również inni nominowani w każdej z kategorii. Łącznie nominowanych zostało 105 zawodników, 20 trenerów oraz 12 sędziów.

## 35 zawodników
- Serbia: 
  - Radivoj Korać (1953–1969)
  - Vlade Divac (1985–2005)
  - Aleksandar Đorđević (1985–2005)
  - Predrag Danilović (1987–2000)
  - Dejan Bodiroga (1990–2007)
- Włochy: 
  - Aldo Ossola (1962–1980)
  - Dino Meneghin (1966–1994)
  - Pierluigi Marzorati (1970–1991, 2006)
  - Antonello Riva (1977–2002)
- Hiszpania: 
  - Emiliano Rodríguez (1958–1973)
  - Clifford Luyk (1958–1978)
  - Wayne Brabender (1965–1985)
  - Juan Antonio Corbalán (1971–1991)
  - Juan Antonio San Epifanio (1976–1995)
- Chorwacja: 
  - Krešimir Ćosić (1964–1983)
  - Dražen Petrović (1979–1993)
  - Dino Rađa (1984–2003)
  - Toni Kukoč (1985–2006)
- Grecja: 
  - Nikos Galis (1975–1995)
  - Panajotis Janakis (1976–1996)
  - Frangiskos Alwertis (1990–2009)
  - Teodoros Papalukas (1995–2014)
- USA: 
  - Walter Szczerbiak Sr. (1967–1984)
  - Bob Morse (1968–1986)
  - Bob McAdoo (1969–1993)
  - Mike D’Antoni (1969–1990)
  - Anthony Parker (1993–2012)
- Litwa: 
  - Arvydas Sabonis (1981–2005)
  - Šarūnas Jasikevičius (1994–2014)
- Rosja: 
  - Siergiej Biełow (1964–1980)
- Bośnia i Hercegowina: 
  - Mirza Delibašić (1972–1983)
  - Dražen Dalipagić (1971–1991)
- Izrael: 
  - Mickey Berkowitz (1971–1995)
- Argentyna: 
  - Emanuel „Manu” Ginóbili (1996–Present)
- Meksyk: 
  - Manuel „Manolo” Raga (1963–1977)

### Inni nominowani zawodnicy
- USA: 
  - Miles Aiken (1960–1970)
  - Bill Bradley (1965–1966)
  - Charlie Yelverton (1968–1980)
  - Aulcie Perry (1970–1985)
  - Bruce Flowers (1975–1987)
  - Larry Wright (1975–1988)
  - Clarence Kea (1976–1994)
  - Kevin Magee (1977–1994)
  - Audie Norris (1978–1994)
  - Corny Thompson (1978–1996)
  - Dominique Wilkins (1979–1999)
  - Michael Young (1980–1996)
  - Johnny Rogers (1981–2004)
  - Joe Arlauckas (1983–2000)
  - David Rivers (1984–2001)
  - Derrick Sharp (1990–2011)
  - Marcus Brown (1992–2011)
  - Tyus Edney (1993–2010)
- Serbia: 
  - Zoran Slavnić (1963–1983)
  - Dragan Kićanović (1966–1984)
  - Žarko Varajić (1969–1984)
  - Žarko Paspalj (1982–1999)
  - Zoran Savić (1986–2002)
  - Željko Rebrača (1991–2007)
- Chorwacja: 
  - Josip Đerđa (1958–1976)
  - Mihovil Nakić-Vojnović (1974–1988)
  - Aleksandar Petrović (1979–1992)
  - Velimir Perasović (1984–2003)
  - Stojko Vranković (1985–2002)
  - Nikola Vujčić (od 1995)
- Hiszpania: 
  - Rafael Rullan (1969–1988)
  - Ignacio „Nacho” Solozábal (1975–1992)
  - Fernando Martín (1979–1989)
  - Jordi Villacampa (1980–1997)
  - Juan Carlos Navarro (od 1997)
- Włochy: 
  - Carlo Recalcati (1967–1979)
  - Roberto Brunamonti (1975–1996)
  - Walter Magnifico (1980–2001)
  - Riccardo Pittis (1984–2004)
- Rosja: 
  - Giennadij Wolnow (1956–1973)
  - Yuri Korneev (1957–1966)
  - Vladimir Andreev (1962–1975)
  - Anatolij Myszkin (1972–1986)
- Litwa: 
  - Valdemaras Chomičius (1978–2000)
  - Rimas Kurtinaitis (1982–2006)
  - Artūras Karnišovas (1989–2002)
  - Saulius Štombergas (1991–2007)
- Francja: 
  - Richard Dacoury (1976–1998)
  - Stéphane Ostrowski (1979–2005)
  - Antoine Rigaudeau (1987–2005)
- Słowenia: 
  - Ivo Daneu (1956–1970)
  - Jurij „Jure” Zdovc (1987–2003)
  - Matjaž Smodiš (1994–2013)
- Izrael: 
  - Tal Brody (1961–1977)
  - Motti Aroesti (1973–1988)
  - Doron Jamchi (1984–2000)
- Łotwa: 
  - Maigonis Valdmanis (1949–1963)
  - Valdis Muižnieks (1951–1969)
  - Jānis Krūmiņš (1954–1969)
- Grecja: 
  - Panajotis Fasulas (1981–1999)
  - Dimitris Diamandidis (od 1999)
- Ukraina: 
  - Władimir Tkaczenko (1973–1992)
  - Ołeksandr Wołkow (1983–1996)
- Czarnogóra: 
  - Duško Ivanović (1980–1996)
- Turcja: 
  - İbrahim Kutluay (1991–2009)
  - Mirsad Türkcan (1994–2012)
- Macedonia: 
  - Petar Naumoski (1989–2004)
- Czechy: 
  - Jiří Zídek Sr. (1962–1983)
- Armenia: 
  - Armenak Alachachian (1952–1968)
- Argentyna: 
  - Luis Scola (od 1996)

## 10 trenerów
- Serbia: 
  - Aleksandar „Aca” Nikolić (1954–1984)
  - Dušan „Duda” Ivković (od 1978)
  - Božidar „Boža” Maljković (od 1979)
  - Želimir „Željko” Obradović (od 1991)
- Hiszpania: 
  - Pedro Ferrándiz (1957–1975)
  - Manuel „Lolo” Sáinz (1972–2000)
- Rosja: 
  - Aleksander Gomelski (1954–1991)
- USA: 
  - Dan Peterson (1963–1987, 2011)
- Włochy: 
  - Ettore Messina (od 1989)
- Izrael: 
  - Pinhas „Pini” Gerszon (1992–2010)

### Inni nominowani trenerzy
- Włochy: 
  - Cesare Rubini (1947–1974)
  - Alessandro „Sandro” Gamba (1973–1991)
  - Valerio Bianchini (1974–2006)
- Serbia: 
  - Ranko Žeravica (1958–2003)
  - Svetislav Pešić (od 1982)
- Chorwacja: 
  - Mirko Novosel (1967–1993)
  - Željko Pavličević (od 1985)
- Hiszpania: 
  - Alejandro „Aíto” García Reneses (od 1974)
- Grecja: 
  - Giannis Ioannidis (1978–2004)
- Izrael: 
  - Ralph Klein (1976–1996)

## 5 sędziów
- Bułgaria: Artenik Arabadjian
- Rosja: Mikhail Davidov
- Słowacja: Lubomir Kotleba
- Francja: Yvan Mainini
- Grecja: Costas Rigas

### Inni nominowani sędziowie
- Serbia: Obrad Belošević
- Finlandia: Carl Jungebrand
- Węgry: Ervin Kassai
- Polska: Wiesław Zych
- Litwa: Romualdas Brazauskas
- Hiszpania: Pedro Hernández-Cabrera
- Wielka Brytania: David Turner